# Armigeres digitatus
Armigeres digitatus är en tvåvingeart som först beskrevs av Edwards 1914.  Armigeres digitatus ingår i släktet Armigeres och familjen stickmyggor. Inga underarter finns listade i Catalogue of Life.